# Joan Fontanillas i Ginabreda
Joan Fontanillas i Ginabreda (Barcelona, 10 de març de 1898 - Barcelona, 29 d'abril de 1935) fou un botiguer i fotògraf català.
Fill de Joan Fontanillas Roca de Vilanova i la Geltrú, i de Concepció Ginabreda Jané del Prat de Llobregat. Realitzà els seus estudis als Germans de les Escoles Cristianes de Barcelona. Treballà a la primera oficina de la Caixa per a la Vellesa i d'Estalvis que es creà a Palma; posteriorment es dedicà al negoci familiar de venda de productes d'articles per a la llar, amb el nom comercial de La Cartuja de Sevilla, a Barcelona, iniciat pel seu avi Joan Fontanillas i Roca. Va tenir dos germans: Josefa i Lluís, ambdós van treballar a la botiga de venda de productes de ceràmica. L'any 1926 es casà amb Mercè Julià i Sabaté pubilla del Mas de la Sabatera de Prenafeta, amb qui tingué quatre fills: Concepció, Lluïsa, Mercè i Joan. És conegut per la seva tasca com a afeccionat a la fotografia, a la que es dedicà de forma amateur. Va ingressar a l'Associació Fotogràfica de Catalunya el 1931, essent nomenat al cap de poc tresorer. Va guanyar nombroses medalles per les seves fotografies presentades a concursos fotogràfics, com el Tercer Premi del Primer concurs Popular Català de Fotografia, celebrat a Barcelona el 1932, i molts altres premis fins al 1935. Fontanillas va morir prematurament el 29 d'abril de 1935 amb tan sols 37 anys, deixant vídua i quatre fills molt petits, així com un important fons fotogràfic, que es conserva a l'Arxiu Nacional de Catalunya. El seu fons va ingressar a l'Arxiu Nacional per donació efectuada per Joan Fontanillas i Julià, fill de l'autor, el 27 de desembre de 2006, mitjançant la intervenció i col·laboració de la senyora M. Encarnació Soler i Alomà, presidenta de l'associació CinemaRescat, i acceptada pel conseller de Cultura de la Generalitat de Catalunya, Ferran Mascarell, el 29 d'abril de 2015.
Joan Fontanillas Ginebreda va morir als 37 anys. La foto de portada no li correspon.
Al fons de l'arxiu Nacional de Catalunya es poden trobar variis retrats que corresponen al meu avi; Joan Fontanillas Ginebreda.

## Obra
La seva obra abasta diverses temàtiques: 
- La familiar: amb fotografies tant de la família, de la pròpia muller i els fills, com també de les persones - pagesos- que convivien amb la família Fontanillas durant les vacances al Mas Sabaté de Prenafeta.
- La rural: amb les feines del camp, com la verema, la sega, la recol·lecció de la mel, etc, de gran valor documental, realitzades a les seves estades a la finca del Prat de Llobregat i Prenafeta.
- La natura: enamorat de la natura, va realitzar centenars de fotografies d'arbres i paisatges. És en aquest grup de fotografies on realitza amb expressivitat la seva vessant de pictofotògraf.
- La documental: estades a Mallorca, Menorca i Eivissa, on realitza fotografies de gran interès, testimoni del seu temps. Dones abillades amb vestits típics, els molins, els carrers, els ports... constitueixen avui documents preuats de la transformació de Ses Illes. També disposa d'imatges de molts pobles i ciutats de Catalunya: des de Guimerà a Vimbodí i Poblet, passant per nombrosos indrets, recull imatges de la gent i el paisatge català de gran bellesa i interès. Fontanillas també va ésser testimoni, en primera persona d'esdeveniments molt importants ocorreguts a la ciutat: els fets d'octubre de 1934 i la proclamació de la Segona República, entre d'altres. Disposa d'un monogràfic de l'Exposició Universal celebrada a Barcelona el 1929.[1]